# Pedro Páez
Pedro Páez (ur. 1564 r. w Madrycie; zm. 20 maja 1622 r. w Etiopii) – hiszpański jezuita, wysłannik papieża Sykstusa V do Etiopii. Wyruszył w 1589 roku jednak po drodze dostał się do niewoli w Jemenie spędził tam 7 lat. Do Etiopii dotarł po licznych perypetiach w 1603 roku. 
Znał języki amharski i gyyz, co ułatwiło mu kontakty z mieszkańcami cesarstwa. W 1618 roku zbadał jezioro Tana i wpływającą do niego rzekę, którą poprawnie zidentyfikował z Nilem Błękitnym. Wraz z innymi misjonarzami nakłonił cesarza Susnyjosa do przejścia na katolicyzm. Był autorem dwóch prac o Etiopii, które stały się podręcznikami dla następnych badaczy tego kraju.